# First Division 1991-1992 (Irlanda)
Fu la settima stagione della League of Ireland First Division e vennero promosse le prime due squadre qualificate ovvero: il Limerick F.C. e il Waterford United F.C..

## First Division
| Pos. | Squadra                          | Pt | G  | V  | N  | P  | GF | GS | DR  |
| ---- | -------------------------------- | -- | -- | -- | -- | -- | -- | -- | --- |
| 1    | Limerick City F.C.*              | 38 | 27 | 14 | 10 | 3  | 47 | 27 | +20 |
| 2    | Waterford United F.C.            | 33 | 27 | 11 | 11 | 5  | 39 | 25 | +14 |
| 3    | Cobh Ramblers F.C.               | 32 | 27 | 10 | 12 | 5  | 29 | 22 | +7  |
| 4    | University College Dublin A.F.C. | 30 | 27 | 11 | 8  | 8  | 37 | 25 | +12 |
| 5    | St James's Gate F.C.             | 25 | 27 | 9  | 7  | 11 | 23 | 32 | -9  |
| 6    | Finn Harps F.C.                  | 24 | 27 | 8  | 8  | 11 | 36 | 42 | -6  |
| 7    | Monaghan United F.C.             | 24 | 27 | 6  | 12 | 9  | 32 | 39 | -7  |
| 8    | Kilkenny City A.F.C.             | 22 | 27 | 7  | 8  | 12 | 35 | 44 | -9  |
| 9    | Home Farm F.C.                   | 21 | 27 | 5  | 11 | 11 | 26 | 33 | -7  |
| 10   | Longford Town F.C.               | 21 | 27 | 7  | 7  | 13 | 26 | 41 | -15 |

G = Partite giocate; V = Vittorie; N = Nulle/Pareggi; P = Perse; GF = Goal fatti; GS = Goal subiti; DR = Differenza reti;
'*'Limerick City F.C. cambio nome in Limerick F.C. nella stagione successiva.